# Prima Categoria Marche 1961-1962
Il campionato di calcio di Prima Categoria 1961-1962 è stato il V livello del campionato italiano. A carattere regionale, fu il terzo campionato dilettantistico con questo nome dopo la riforma voluta da Zauli del 1958.
Questi sono i gironi organizzati dal Comitato Regionale Marchigiano per la regione Marche.

## Girone A

### Squadre partecipanti
| Squadra               | Città (provincia)        | Stagione precedente |
| --------------------- | ------------------------ | ------------------- |
| Ava Victoria          | Pesaro                   |                     |
| Pol. Cagliese         | Cagli (PS)               |                     |
| A.S. Biagio Nazzaro   | Chiaravalle (AN)         |                     |
| S.S. Ennio Passamonti | Camerino (MC)            |                     |
| S.S. Enzo Andreanelli | Ancona                   |                     |
| U.S. Falco            | Acqualagna (PS)          |                     |
| A.S. Falconarese      | Falconara Marittima (AN) |                     |
| U.S. Fermignanese     | Fermignano (PS)          |                     |
| S.S. Forsempronese    | Fossombrone (PS)         |                     |
| U.S. Junior           | Ancona                   |                     |
| S.S. Matelica         | Matelica (MC)            |                     |
| U.S. Osimana          | Osimo (AN)               |                     |
| C.S.I. Pro Calcio     | Fano (PS)                |                     |
| S.S. Settempeda       | San Severino Marche (MC) |                     |

### Classifica finale
|  | Pos. | Squadra          | Pt | G  | V  | N | P  | GF | GS | DR |
|  | ---- | ---------------- | -- | -- | -- | - | -- | -- | -- | -- |
|  | 1.   | Falco            | 43 | 26 | 19 | 5 | 2  | 59 | 26 |    |
|  | 2.   | Falconarese      | 37 | 26 | 15 | 7 | 4  | 61 | 27 |    |
|  | 2.   | Victoria         | 37 | 26 | 16 | 5 | 5  | 60 | 22 |    |
|  | 4.   | Cagliese         | 35 | 26 | 14 | 7 | 5  | 49 | 26 |    |
|  | 5.   | Settempeda       | 30 | 26 | 11 | 8 | 7  | 44 | 35 |    |
|  | 6.   | CSI Pro Calcio   | 28 | 26 | 10 | 8 | 8  | 35 | 30 |    |
|  | 7.   | Enzo Andreanelli | 26 | 26 | 11 | 4 | 11 | 28 | 32 |    |
|  | 8.   | Osimana          | 23 | 26 | 8  | 7 | 11 | 30 | 49 |    |
|  | 9.   | Junior           | 22 | 26 | 7  | 8 | 11 | 35 | 40 |    |
|  | 10.  | Biagio Nazzaro   | 20 | 26 | 7  | 6 | 13 | 22 | 38 |    |
|  | 10.  | Matelica         | 20 | 26 | 6  | 8 | 12 | 26 | 38 |    |
|  | 12.  | Fermignanese     | 17 | 26 | 5  | 7 | 14 | 29 | 56 |    |
|  | 13.  | Ennio Passamonti | 16 | 26 | 6  | 4 | 16 | 30 | 56 |    |
|  | 14.  | Forsempronese    | 12 | 26 | 3  | 6 | 17 | 25 | 58 |    |

Legenda:
      Ammesso alle finali regionali.
      Retrocesso in Seconda Categoria.
Regolamento:
Due punti a vittoria, uno a pareggio, zero a sconfitta.

## Girone B

### Squadre partecipanti
| Squadra                | Città (provincia)        | Stagione precedente |
| ---------------------- | ------------------------ | ------------------- |
| G.S. Castelfidardo     | Castelfidardo (MC)       |                     |
| S.S. Corridonia        | Corridonia (MC)          |                     |
| A.C. Elpidiense        | Sant'Elpidio a Mare (FM) |                     |
| Giorgiana Macerata     | Macerata                 |                     |
| U.S. Loreto Calcio     | Loreto (AN)              |                     |
| Pol. Montefiore        | Montefiore dell'Aso (AP) |                     |
| S.S. Montegiorgio      | Montegiorgio (AP)        |                     |
| S.S. Piano San Lazzaro | Ancona                   |                     |
| S.S. Portorecanati     | Porto Recanati (MC)      |                     |
| S.S. Potenza Picena    | Potenza Picena (MC)      |                     |
| S.S. Pro Calcio Ascoli | Ascoli Piceno            |                     |
| U.S. Recanatese        | Recanati (MC)            |                     |
| A.C. Sangiustese       | Monte San Giusto (MC)    |                     |
| U.S. Tolentino         | Tolentino (MC)           |                     |

### Classifica finale
|  | Pos. | Squadra            | Pt | G  | V  | N  | P  | GF | GS | DR |
|  | ---- | ------------------ | -- | -- | -- | -- | -- | -- | -- | -- |
|  | 1.   | Elpidiense         | 40 | 26 | 19 | 2  | 5  | 62 | 21 |    |
|  | 2.   | Tolentino          | 38 | 26 | 15 | 8  | 3  | 45 | 18 |    |
|  | 2.   | Corridonia         | 38 | 26 | 14 | 10 | 2  | 38 | 16 |    |
|  | 4.   | Portorecanati      | 37 | 26 | 15 | 7  | 4  | 52 | 17 |    |
|  | 5.   | Potenza Picena     | 32 | 26 | 13 | 6  | 7  | 46 | 28 |    |
|  | 6.   | Sangiustese        | 29 | 26 | 11 | 7  | 8  | 33 | 26 |    |
|  | 7.   | Piano San Lazzaro  | 26 | 26 | 9  | 8  | 9  | 43 | 37 |    |
|  | 8.   | Recanatese         | 23 | 26 | 8  | 7  | 11 | 31 | 27 |    |
|  | 8.   | Loreto             | 23 | 26 | 7  | 9  | 10 | 29 | 44 |    |
|  | 10.  | Castelfidardo      | 22 | 26 | 8  | 6  | 12 | 26 | 34 |    |
|  | 11.  | Pro Calcio Ascoli  | 20 | 26 | 6  | 8  | 12 | 26 | 39 |    |
|  | 12.  | Montefiore         | 14 | 26 | 5  | 4  | 17 | 30 | 66 |    |
|  | 12.  | Montegiorgio       | 14 | 26 | 4  | 6  | 16 | 27 | 52 |    |
|  | 14.  | Giorgiana Macerata | 8  | 26 | 3  | 2  | 21 | 21 | 79 |    |

Legenda:
      Ammesso alle finali regionali.
      Retrocesso in Seconda Categoria.
Regolamento:
Due punti a vittoria, uno a pareggio, zero a sconfitta.

## Finali regionali
|            | Risultati |            | Luogo e data                      |
| ---------- | --------- | ---------- | --------------------------------- |
| Acqualagna | 2-1       | Elpidiense | Acqualagna, 27 maggio 1962        |
|            |           |            |                                   |
| Elpidiense | 2-1       | Acqualagna | Porto Sant'Elpidio, 3 giugno 1962 |
|            |           |            |                                   |
| Elpidiense | 2-1       | Acqualagna | Ancona, 10 giugno 1962            |
|            |           |            |                                   |

## Verdetti finali
- L'Elpidiense è ammessa alla fase finale del Campionato Dilettanti, è promossa in Serie D.